# 卡布雷斯皮讷
卡布雷斯皮讷（法語：Cabrespine，法語發音：[kabʁɛspin] ⓘ）是法国奥德省的一个市镇，属于卡尔卡松区。

## 地理
卡布雷斯皮讷（43°21'47"N, 2°27'35"E）面积17.56 平方千米，位于法国奧克西塔尼大區奥德省，该省份为法国南部沿海省份，北起塔恩省，西北接上加龙省，西接阿列日省，南至东比利牛斯省，东临地中海，东北与埃罗省接壤。
与卡布雷斯皮讷接壤的市镇（或旧市镇、城区）包括：科内米内尔瓦、锡图、富尔讷卡巴代斯、埃斯帕尔拜朗克堡、莱斯皮纳西耶尔、普拉代勒卡巴代斯、特拉萨内勒、米内尔瓦新城。

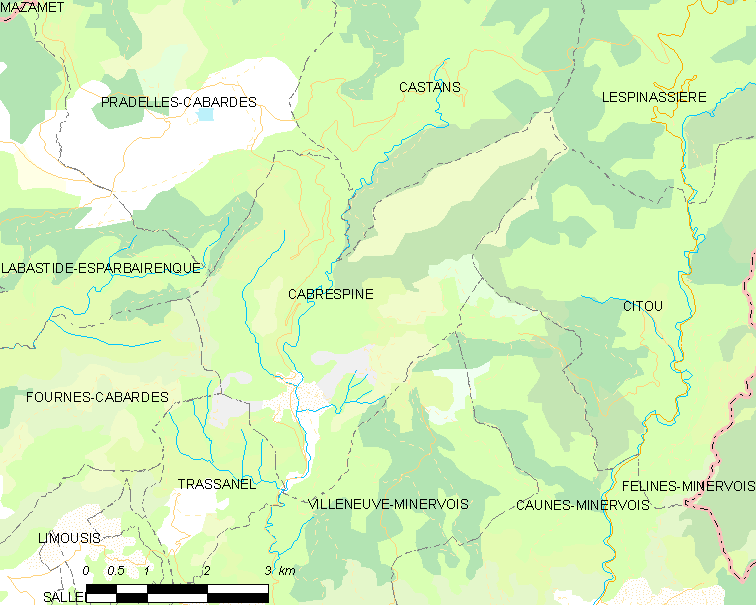
卡布雷斯皮讷的OSM定位图

卡布雷斯皮讷的时区为UTC+01:00、UTC+02:00（夏令时）。

## 行政
卡布雷斯皮讷的邮政编码为11160，INSEE市镇编码为11056。

## 政治
卡布雷斯皮讷所属的省级选区为上密涅瓦县。

## 人口

1962-2008年间卡布雷斯皮讷人口变化图示

卡布雷斯皮讷于2022年1月1日时的人口数量为179人。